# HMS Bellona (63)
HMS Bellona (63) là một tàu tuần dương hạng nhẹ của Hải quân Hoàng gia Anh Quốc, là chiếc dẫn đầu của một lớp phụ gồm bốn chiếc thuộc lớp tàu tuần dương Dido, được đưa ra hoạt động trong Chiến tranh Thế giới thứ hai. Sau chiến tranh, nó được chuyển cho 
Hải quân Hoàng gia New Zealand mượn vào năm 1946. Trong dư âm của vụ binh biến Hải quân Hoàng gia New Zealand 1947, 140 thủy thủ của nó đã không quay trở lại tàu để phản đối mức lương thấp và điều kiện làm việc tồi tệ, cũng như việc đối xử những đồng đội của họ; 52 người đã bị kết tội đào ngũ, trong khi những người khác phải chịu những hình phạt khác nhau. Bellona được trả cho Hải quân Anh vào năm 1956. Nó bị tháo dỡ hai năm sau đó.

## Thiết kế và chế tạo
Bellona được chế tạo theo một thiết kế của lớp Dido được cải tiến, đôi khi gọi là Dido Nhóm 2 hoặc nhóm phụ Bellona, chỉ với bốn tháp pháo 5,25 inch thay vì năm, và một dàn hỏa lực phòng không được cải tiến, sử dụng hệ thống điều khiển hỏa lực góc cao và điều khiển điện từ xa. Nó được chế tạo tại xưởng đóng tàu của hãng Fairfield Shipbuilding and Engineering Company tại Govan, Scotland; được đặt lườn vào ngày 30 tháng 11 năm 1939. Nó được hạ thủy vào ngày 29 tháng 9 năm 1942 và đưa ra hoạt động vào ngày 29 tháng 10 năm 1943. Cái tên Bellona của nó được đặt theo Nữ thần Chiến tranh của La Mã.

## Lịch sử hoạt động

### Hải quân Hoàng gia Anh
Bellona tham gia hộ tống nhiều đoàn tàu vận tải vượt biển Bắc Cực đến Nga cả trước và sau cuộc Đổ bộ Normandy. Trước ngày D, nó được điều chuyển đến khu vực eo biển Anh Quốc đảm trách việc tuần tra thay thế cho chiếc tàu chị em HMS Charybdis, vốn bị đánh chìm bởi bom lượn điều khiển bằng vô tuyến. Khi về đến Plymouth, Bellona được bổ sung những thiết bị gây nhiễu tín hiệu vô tuyến được sử dụng để điều khiển bom. Bellona được điều về một nhóm bao gồm bảy tàu khu trục, trong đó có HMS Tartar, một lực lượng mang mật danh 'Bạch Tuyết và bảy chú lùn'.
Vào ban ngày, lực lượng này thả neo tại eo biển Plymouth làm nhiệm vụ phòng không cho Plymouth. Lúc hoàng hôn, dưới sự che chở của bóng đêm đồng thời giữ im lặng vô tuyến và radar, lực lượng di chuyển hết tốc độ đến bờ biển nước Pháp nhằm giữ chân các tàu khu trục lớp Narvik của Đức đang bị mắc kẹt lại Brest. Lực lượng quay trở lại Plymouth vào lúc bình minh. Vào ban ngày, việc tuần tra eo biển thuộc trách nhiệm của Không quân Hoàng gia Anh.

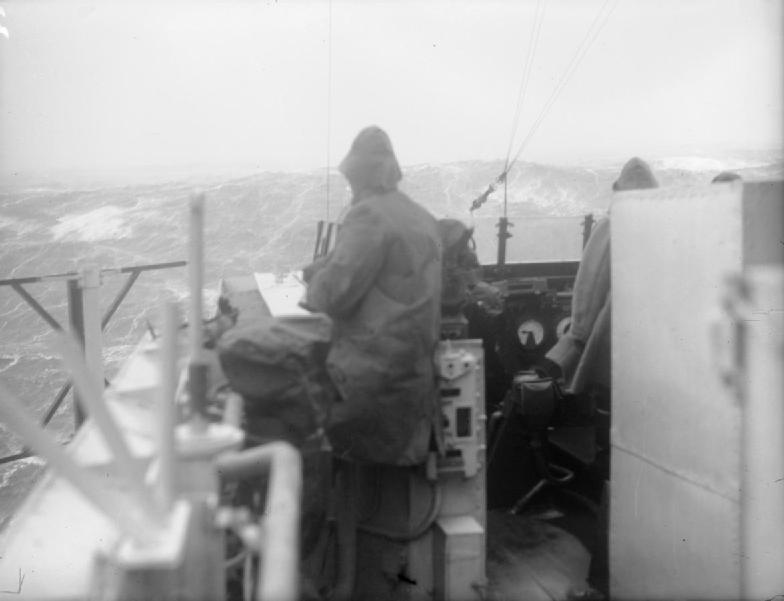
Từ cầu tàu của HMS Bellona trên đường hộ tống vận tải đến Nga. Gió mạnh trên cấp 12 tạo nên cơn sóng khổng lồ trước tàu.

Vào ngày D, nhiệm vụ của Bellona là giúp hỗ trợ bãi Omaha, phần do Hoa Kỳ phụ trách. Các thiết giáp hạm Hải quân Hoa Kỳ USS Texas và USS Arkansas cũng có mặt tại đây. Khi Lục quân phát triển cuộc tấn công, Bellona bắn pháo vào các mục tiêu sâu trong đất liền do máy bay trinh sát hay sĩ quan trên bờ chỉ điểm. Nhiều lần Bellona đã phải quay trở lại Plymouth tiếp thêm đạn dược hay thay các nòng pháo bị hao mòn. Vào ban đêm, nó tiến sát bờ bắn pháo can thiệp hay quấy rối.
Đến tháng 7 năm 1944, Bellona hỗ trợ cho cuộc không kích bằng tàu sân bay nhắm vào thiết giáp hạm Tirpitz, nhưng quay trở lại khu vực eo biển Anh Quốc trong tháng tiếp theo để tấn công các đoàn tàu vận tải ven biển Đức tại vịnh Biscay và ngoài khơi bờ biển Brittany.
Bellona quay trở lại vùng biển phía Bắc cho đến hết chiến tranh trong nhiệm vụ hộ tống vận tải cùng các cuộc càn quét bằng tàu sân bay và tàu tuần dương dọc theo bờ biển Na Uy, trước khi đi đến Copenhagen thuộc Đan Mạch khi Đức đầu hàng vào tháng 5 năm 1945. Sau chiến tranh nó nằm trong thành phần Hải đội Tuần dương 10 cho đến năm 1946, khi nó được cho Hải quân Hoàng gia New Zealand mượn.

### Hải quân Hoàng gia New Zealand
Trong tháng 3 và tháng 4 năm 1947, Bellona tham gia các cuộc thực tập huấn luyện cùng với Hải quân Hoàng gia Australia. Chiếc tàu tuần dương quay trở về Devonport vào cuối tháng 4, khi thủy thủ đoàn được nghỉ một ngày phép để tham gia các sự kiện và lễ hội nhân Ngày ANZAC vào thứ sáu 25 tháng 4. Cho dù con tàu đã bỏ lỡ cuộc binh biến chính vào lúc đầu tháng, nhân sự bên trên Bellona quan tâm đến việc đối xử đối với đồng đội của họ; và sau giữa trưa, khoảng 100 thủy thủ đã tập trung tại Quay Street, Auckland, và quyết định không quay trở lại phục vụ. Họ thảo ra một danh sách gồm ba thỉnh cầu: lương của Hải quân phải được tăng lên tương xứng với của Lục quân và Không quân Hoàng gia New Zealand, thành lập các ủy ban lo việc cải thiện phúc lợi cho binh lính cấp thấp, và các thủy thủ tham gia vụ binh biến trước sẽ không bị ngược đãi hay trừng phạt. Có thêm 40 thủy thủ được tập trung trước khi lên chiếc Bellona bị thu hút vào vụ binh biến. Để đối phó, thuyền trưởng của Bellona cho toàn bộ được nghỉ phép cuối tuần.
Vào thứ hai 28 tháng 4, một lá thư liệt kê những yêu cầu của nhóm binh biến được trao cho thuyền trưởng, với ý định sẽ được chuyển cho Ủy ban Hải quân. Thay vì giải quyết những điểm bị phàn nàn, Ủy ban Hải quân New Zealand lại công bố thủy thủ nào không quay trở lại phục vụ vào sáng thứ ba 29 tháng 4 sẽ bị xem là vắng mặt không phép. Lúc điểm danh buổi sáng, 52 người đã không quay lại. Những thủy thủ này được cho là đã đào ngũ, cho dù Hải quân có quy định đào ngũ là khi một người phải vắng mặt đến bảy ngày; nếu như vậy, họ bị mất hết mọi khoảng lương và phụ cấp chưa được chi trả. Vấn đề bắt giữ các thủy thủ cũng được đặt ra, nhưng thuyền trưởng của con tàu đã từ chối đề nghị này. Từ ngày xảy ra binh biến cho đến ngày 23 tháng 6, khi Bellona lên đường cho chuyến đi tiếp theo, có 32 người quay trở lại tàu. Những hình phạt khác nhau đã được dành cho họ, từ tội "cố ý bất tuân mệnh lệnh" cho đến "tham gia nổi loạn không kèm theo bạo động", và các thủy thủ đã bị hình phạt giam giữ cho đến 92 ngày.
Vào năm 1951, chiếc tàu tuần dương tham gia một cuộc tập trận đa quốc gia tại vùng biển Australia. Trong cuộc thực tập, một máy bay Hawker Sea Fury từ tàu sân bay HMAS Sydney vô tình bắn bốn rocket thực tập vào cấu trúc thượng tầng của chiếc tàu. Chỉ có những hư hại nhẹ, và cho dù một cuộc điều tra đã kết luận rằng viên phi công đã vô tình ấn nút khai hỏa, người ta khám phá sau đó rằng một vài tần số tín hiệu phát ra từ ăn-ten vô tuyến của Sydney có thể đã kích hoạt mạch khai hỏa của chiếc máy bay.
Bellona quay trở lại quyền kiểm soát của Hải quân Hoàng gia Anh sau việc chuyển giao chiếc HMS Royalist vào năm 1956. Đến ngày 5 tháng 2 năm 1958, nó được kéo đến xưởng Briton Ferry của hãng Thomas W Ward Ltd. để được tháo dỡ.